# فرد رایموند
فرد رایموند (آلمانی: Fred Raymond؛ ‏ ۲۰ آوریل ۱۹۰۰ – ۱۰ ژانویهٔ ۱۹۵۴) موسیقی‌دان و آهنگساز اهل اتریش بود.
از فیلم‌هایی که وی در آن‌ها نقش داشته است، می‌توان به نقاب آبی و شبی با تو اشاره نمود.